# Togo aux Jeux olympiques d'été de 2012
Le Togo participe aux Jeux olympiques d'été de 2012 à Londres au Royaume-Uni du 27 juillet au 12 août 2012. Il s'agit de sa 9e participation à des Jeux d'été.

## Athlétisme
Hommes
| Athlète            | Épreuve     | Séries      | Séries      | Quarts de finale | Quarts de finale | Demi-finales | Demi-finales | Finale   | Finale  |
| Athlète            | Épreuve     | Résultat    | Rang        | Résultat         | Rang             | Résultat     | Rang         | Résultat | Rang    |
| ------------------ | ----------- | ----------- | ----------- | ---------------- | ---------------- | ------------ | ------------ | -------- | ------- |
| Lamboni Lankantien | 400 m haies | Disqualifié | Disqualifié | Éliminé          | Éliminé          | Éliminé      | Éliminé      | Éliminé  | Éliminé |

Femmes
| Athlète    | Épreuve | Séries   | Séries | Quarts de finale | Quarts de finale | Demi-finales | Demi-finales | Finale   | Finale   |
| Athlète    | Épreuve | Résultat | Rang   | Résultat         | Rang             | Résultat     | Rang         | Résultat | Rang     |
| ---------- | ------- | -------- | ------ | ---------------- | ---------------- | ------------ | ------------ | -------- | -------- |
| Bamab Napo | 100 m   | 12.24    | 3 q    | 12.35            | 8                | Éliminée     | Éliminée     | Éliminée | Éliminée |

## Canoë-kayak

### Slalom
Le Togo a qualifié des bateaux pour les épreuves suivantes :
| Athlète           | Épreuve | Séries   | Séries | Séries   | Séries | Séries   | Séries | Demi-finales | Demi-finales | Finale | Finale |
| Athlète           | Épreuve | Course 1 | Rang   | Course 2 | Rang   | Meilleur | Rang   | Temps        | Rang         | Temps  | Rang   |
| ----------------- | ------- | -------- | ------ | -------- | ------ | -------- | ------ | ------------ | ------------ | ------ | ------ |
| Benjamin Boukpeti | Slalom  | 95.28    | 17     | 90.52    | 10     | 90.52    | 14 Q   | 98.13        | 6 Q          | 152.23 | 10     |

## Judo
Le judoka Kouami Sacha Denanyoh a reçu une invitation de la Fédération internationale de judo pour participer aux Jeux olympiques de Londres.
| Athlète               | Épreuve               | 16e de finale       | 8e de finale        | Quarts de finale    | Demi-finales        | Repêchage 1         | Repêchage 2         | Finale              | Finale  |
| Athlète               | Épreuve               | Adversaire Résultat | Adversaire Résultat | Adversaire Résultat | Adversaire Résultat | Adversaire Résultat | Adversaire Résultat | Adversaire Résultat | Rang    |
| --------------------- | --------------------- | ------------------- | ------------------- | ------------------- | ------------------- | ------------------- | ------------------- | ------------------- | ------- |
| Kouami Sacha Denanyoh | Moins de 81 kg hommes | Bozbayev P 000-020  | Éliminé             | Éliminé             | Éliminé             | Éliminé             | Éliminé             | Éliminé             | Éliminé |

## Natation
Âgée de seulement 13 ans, Adzo Rebecca Kpossi est la plus jeune participante des Jeux de Londres. Elle est éliminée en séries du 50m nage libre, avec le 72e temps sur 73.
Women
| Athlète             | Épreuve         | Séries | Séries | Demi-finale | Demi-finale | Finale   | Finale   |
| Athlète             | Épreuve         | Temps  | Rang   | Temps       | Rang        | Temps    | Rang     |
| ------------------- | --------------- | ------ | ------ | ----------- | ----------- | -------- | -------- |
| Adzo Rebecca Kpossi | 50 m nage libre | 37.55  | 72     | Éliminée    | Éliminée    | Éliminée | Éliminée |

## Tennis de table
Le Togo a reçu une wild-card.
Hommes
| Athlète                | Compétition | Tour préliminaire                        | 1er tour         | 2e tour          | 3e tour          | 4e tour          | Quarts de finale | Demi-finales     | Finale           | Finale  |
| Athlète                | Compétition | Adversaire Score                         | Adversaire Score | Adversaire Score | Adversaire Score | Adversaire Score | Adversaire Score | Adversaire Score | Adversaire Score | Rang    |
| ---------------------- | ----------- | ---------------------------------------- | ---------------- | ---------------- | ---------------- | ---------------- | ---------------- | ---------------- | ---------------- | ------- |
| Komi Mawussi Agbetoglo | Simple      | Han P 11-9, 7-11, 1-11, 11-8, 8-11, 9-11 | Éliminé          | Éliminé          | Éliminé          | Éliminé          | Éliminé          | Éliminé          | Éliminé          | Éliminé |